# الجمهوريون (فرنسا)
الجمهوريون (بالفرنسية: Les Républicains واختصارا LR) هو حزب سياسي فرنسي من اليمين ووسط اليمين، وهو الاسم الجديد لحزب الاتحاد من أجل حركة شعبية (UMP) الذي غير إسمه في 30 مايو 2015 وهو أيضا تاريخ تأسيسه.

تغيير الاسم جاء باقتراح من قبل رئيس الجمهورية السابق والتابع للحزب نيكولا ساركوزي أثناء الحملة الانتخابية لرئاسة الحزب في أواخر 2014. تم الموافقة على الاسم من قبل المكتب السياسي للحزب السابق في 5 مايو 2015 وتم عرضه للاستفتاء على أنصار وأعضاء الحزب في 28 مايو من نفس السنة وحظي بموافقة 83% من المشاركين.

## التاريخ

### تغيير اسم الUMP
ناتالي كوسيسكو موريزيه، نائبة رئيس الاتحاد من أجل حركة شعبية، قدمت في 14 أبريل 2015 لرئيس الحزب نيكولا ساركوزي والمكتب السياسي له النظام الأساسي المستقبلي للحزب الجديد. هذا النظام الأساسي يقدم عدة أشياء جديدة منها انتخاب رؤساء الاتحادات في أقاليم فرنسا الذين كانوا يعينوا من قبل مكتب الحزب، إضافة إلى انتهاء التيارات الداخلية في الحزب. وافق مكتب المجلس على تغيير الاسم وذلك في 5 مايو 2015 وتم عرضه على التصويت يومي 28 و29 مايو 2015 لقواعد وأنصار الحزب المنخرطين الذين عددهم 030 213 عند الانتخاب. وافق المصوتون عن اسم الجمهوريون ب83%. وأصبح رسميا عند المؤتمر التأسيسي الذي نظم في باريس في 30 مايو 2015.

قام الUMP بتسجيل الاسم الجديد لدى المعهد الوطني للملكية الصناعية، فتقدم أحد المحامين الفرنسيين بتقديم قضية لدى العدالة قائلا بأن الفرنسيين كلهم جمهوريين وليس أتباع هذا الحزب فقط، ولكن القضاء رفض قضيته.

### الانتخابات الرئاسية 2017
من أجل اختيار مرشح الحزب للانتخابات الرئاسية 2017، أسس المكتب السياسي اللجنة الوطنية لتنظيم الانتخابات التمهيدية، المكونة من 14 مرشحا ويترأسها النائب تياري سولار. التصويت في هذه الانتخابات هو مفتوح لكل المواطنين الفرنسيين المسجلين على القوائم الانتخابية، بشرط تقديم 2 يورو عند التصويت والتوقيع على نص يقول «أشارك القيم الجمهورية لليمين والوسط وألتزم بالتغيير من أجل إنجاح الانتعاش في فرنسا».

يتنافس في هذه الانتخابات التمهيدية سبعة مرشحين هم: جان فرنسوا كوبيه، فرنسوا فيون، ألان جوبيه، ناتالي كوسيسكو موريزيه، برونو لومار ونيكولا ساركوزي من حزب الجمهوريون، ثم جان فريديريك بواسون من الحزب الديمقراطي المسيحي.

الاسم الرسمي لهذه الانتخابات التمهيدية هو الانتخابات التمهيدية لليمين والوسط. الحزبين اليمينيين الوسطيين إتحاد الديمقراطيين والمستقلين والحركة الديمقراطية لم يقدموا مرشحين ولكن دعموا المرشح ألان جوبيه.

## التنظيم
تنظيم الحزب يرتكز على: إدارة، مكتب سياسي، مجلس وطني.

### قائمة الرؤساء
| الرئيس | الرئيس              | العهدة        | العهدة        | ملاحظات |
| ------ | ------------------- | ------------- | ------------- | --- |
|        | نيكولا ساركوزي      | 30 مايو 2015  | 23 أغسطس 2016 | رئيس الجمهورية الفرنسية السابق. رئيس حزب الاتحاد من أجل حركة شعبية بين 2004 و2007 ثم بين 2014 و2015. استقال بعد إعلان ترشحه الانتخابات التمهيدية لحزب الجمهوريين الفرنسي 2016 لرئاسة فرنسا. |
|        | لورون فوكييه (مؤقت) | 23 أغسطس 2016 | الآن          | عين مؤقتا بعد استقالة ساركوزي. نائب في الجمعية الوطنية ورئيس المجلس الجهوي لأوفرن-رون ألب.                                                                                                  |

### المكتب السياسي
يتكون المكتب السياسي للحزب من 115 عضو مقابل 61 فقط في الUMP. وينقسم إلى 17 لهم حق العضوية وهم قادة الحزب الثلاثة نيكولا ساركوزي وناتالي كوسيسكو موريزيه ولورون فوكييه، ورؤساء الوزراء السابقين ورؤساء الجمعية العامة ومجلس الشيوخ. 18 كأعضاء مستدعين دائمين. وأخيرا ثلاثة مجموعات تنهي المكتب السياسي، الأولى تتكون من 50 نائب في البرلمان بغرفتيه، الثانية تتكون من 20 منتخب من مختلف مؤسسات الدولة من خارج البرلمان، والثالثة 10 يمثلون مختلف الاتحادات الداخلية للأقاليم.

## النتائج الانتخابية

### الانتخابات الرئاسية
| السنة | المرشح      | الدورة الأولى | الدورة الأولى | الدورة الأولى | الدورة الثانية | الدورة الثانية | الدورة الثانية |
| السنة | المرشح      | الأصوات       | %             | الرتبة        | الأصوات        | %              | الرتبة         |
| ----- | ----------- | ------------- | ------------- | ------------- | -------------- | -------------- | -------------- |
| 2017  | فرنسوا فيون | 797 213 7     | 20.01%        | الثالث        | -              | -              | -              |

### الانتخابات التشريعية
| السنة | الدورة الأولى | الدورة الأولى | الدورة الأولى | الدورة الثانية | الدورة الثانية | الدورة الثانية | المقاعد   | الحكومة      |
| السنة | الأصوات       | %             | الرتبة        | الأصوات        | %              | الرتبة         | المقاعد   | الحكومة      |
| ----- | ------------- | ------------- | ------------- | -------------- | -------------- | -------------- | --------- | ------------ |
| 2017  | 427 573 3     | 15.77%        | الثاني        | 016 040 4      | 22.23%         | الثاني         | 112 / 577 | في المعارضة. |

### الانتخابات الجهوية
| السنة | الدورة الأولى | الدورة الأولى | الدورة الأولى | الدورة الثانية | الدورة الثانية | الدورة الثانية | المستشارين  | رؤساء المجالس الجهوية |
| السنة | الأصوات       | %             | الرتبة        | الأصوات        | %              | الرتبة         | المستشارين  | رؤساء المجالس الجهوية |
| ----- | ------------- | ------------- | ------------- | -------------- | -------------- | -------------- | ----------- | --------------------- |
| 2015  | 419 827 5     | 26.85%        | الثاني        | 619 127 10     | 40.24%         | الأول          | 478 / 1٬722 | 8 / 17                |

## الشخصيات السياسية
- نيكولا ساركوزي: رئيس الجمهورية الفرنسية (2007-2012) ووزير سابق ورئيس الUMP الاسم السابق لهذا الحزب.
- ألان جوبيه: رئيس الوزراء الفرنسي (1995-1997) ووزير سابق ورئيس الUMP.
- فرنسوا فيون: رئيس الوزراء الفرنسي (2007-2012) ووزير سابق.
- جان بيار رافاران: رئيس الوزراء الفرنسي (2002-2005) ووزير سابق.
- جان فرنسوا كوبيه: وزير سابق ورئيس الUMP.
- جيرارد لارشيه: رئيس مجلس الشيوخ الفرنسي بين 2008-2011 ثم منذ 2014 حتى الآن.

## مقالات ذات صلة
- تجمع من أجل الجمهورية
- الاتحاد من أجل حركة شعبية

## وصلات خارجية
- الموقع الرسمي.
- الموقع الرسمي لشباب الحزب.
- الموقع الرسمي لكتلة نواب الجمهوريون في الجمعية الوطنية.
- الموقع الرسمي لكتلة نواب الجمهوريون في مجلس الشيوخ.
- الموقع الرسمي لكتلة نواب الجمهوريون واليمين في البرلمان الأوروبي.